# Caproni Ca.113
Caproni Ca.113 là một loại máy bay huấn luyện nâng cao sản xuất ở Italy và Bulgary vào đầu thập niên 1930.

## Quốc gia sử dụng
Bulgaria
- Không quân Bulgary

 Perú
- Không quân Peru

 Bồ Đào Nha
- Không quân Bồ Đào Nha

## Tính năng kỹ chiến thuật
Đặc điểm tổng quát
- Kíp lái: 2
- Chiều dài: 7,30 m (23 ft 11 in)
- Sải cánh: 10,50 m (34 ft 5 in)
- Chiều cao: 2,70 m (8 ft 11 in)
- Diện tích cánh: 27,0 m2 (290 ft2)
- Trọng lượng rỗng: 850 kg (1,874 lb)
- Trọng lượng có tải: 1,100 kg (2,205 lb)
- Powerplant: 1 × Piaggio Stella VII C.35, 276 kW (370 hp)

Hiệu suất bay
- Vận tốc cực đại: 250 km/h (155 mph)
- Tầm bay: 300 km (186 dặm)
- Trần bay: 7,300 m (23.950 ft)
- Vận tốc lên cao: 8,8 m/s (1,730 ft/phút)